# 短嘴旋木雀科
短嘴旋木雀科（学名：Climacteridae）为雀形目的一科，形状和习性与旋木雀类似，但没有坚硬的尾羽，体型中等。分布于澳大利亚和新几内亚，以昆虫等小动物为食。现存2属7种。

## 下属分类
本科包括以下属：
- 白喉短嘴旋木雀属 Cormobates
  - 巴布亚短嘴旋木雀（Cormobates placens）
  - 白喉短嘴旋木雀（Cormobates leucophaea）
- 短嘴旋木雀属（Climacteris）
  - 白眉短嘴旋木雀（Climacteris affinis）
  - 红眉短嘴旋木雀（Climacteris erythrops）
  - 褐短嘴旋木雀（Climacteris picumnus）
  - 黑尾短嘴旋木雀（Climacteris melanura）
  - 棕短嘴旋木雀（Climacteris rufa）